# U-479 (tàu ngầm Đức)
U-479 là một tàu ngầm tấn công  Lớp Type VII thuộc phân lớp Type VIIC được Hải quân Đức Quốc Xã chế tạo trong Chiến tranh Thế giới thứ hai. Nhập biên chế năm 1943, nó đã thực hiện được năm chuyến tuần tra và gây hư hại cho một tàu chiến tải trọng 56 tấn. Trong chuyến tuần tra cuối cùng, U-479 đắm do trúng thủy lôi của Liên Xô trong vịnh Phần Lan vào ngày 27 tháng 11, 1944.

## Thiết kế và chế tạo

### Thiết kế

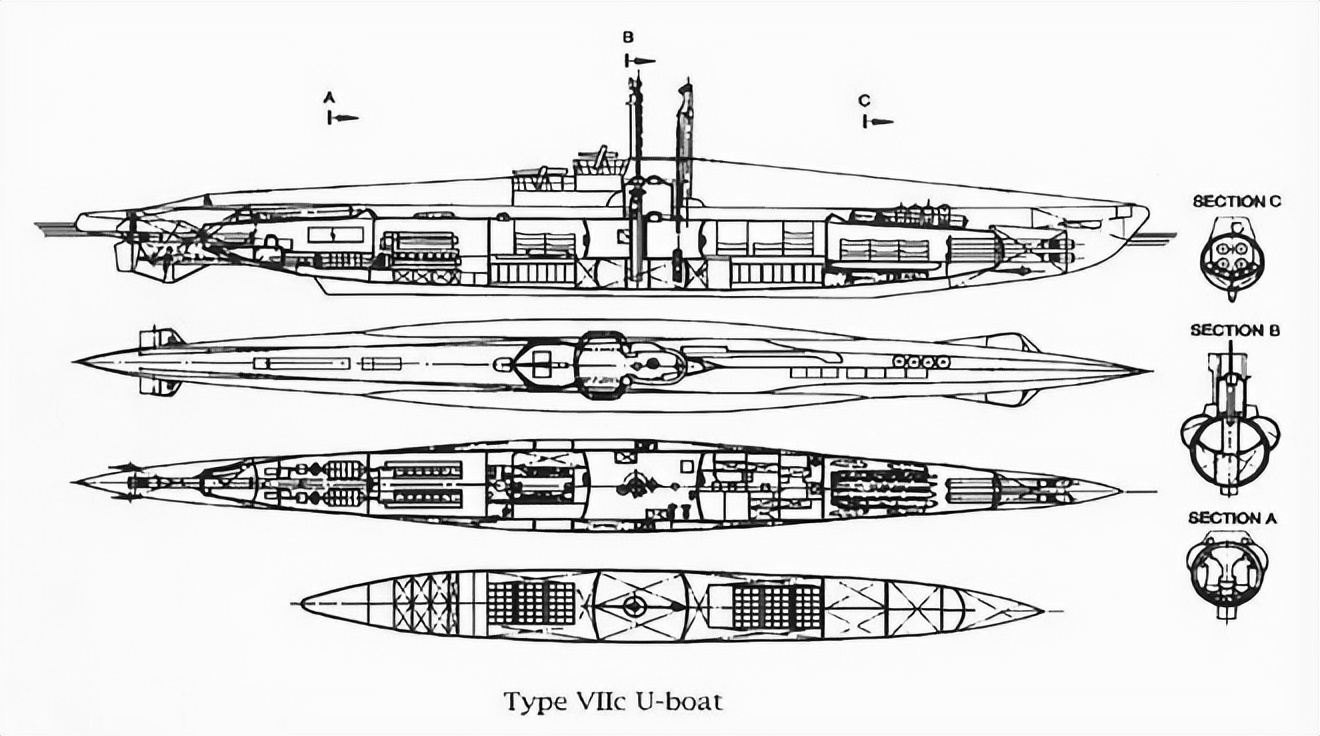
Sơ đồ các mặt cắt một tàu ngầm Type VIIC

Phân lớp VIIC của Tàu ngầm Type VII là một phiên bản VIIB được kéo dài thêm. Chúng có trọng lượng choán nước 769 t (757 tấn Anh) khi nổi và 871 t (857 tấn Anh) khi lặn). Con tàu có chiều dài chung 67,10 m (220 ft 2 in), lớp vỏ trong chịu áp lực dài 50,50 m (165 ft 8 in), mạn tàu rộng 6,20 m (20 ft 4 in), chiều cao 9,60 m (31 ft 6 in) và mớn nước 4,74 m (15 ft 7 in).
Chúng trang bị hai động cơ diesel Germaniawerft F46 siêu tăng áp 6-xy lanh 4 thì, tổng công suất 2.800–3.200 PS (2.100–2.400 kW; 2.800–3.200 bhp), dẫn động hai trục chân vịt đường kính 1,23 m (4,0 ft), cho phép đạt tốc độ tối đa 17,7 kn (32,8 km/h), và tầm hoạt động tối đa 8.500 nmi (15.700 km) khi đi tốc độ đường trường 10 kn (19 km/h). Khi đi ngầm dưới nước, chúng sử dụng hai động cơ/máy phát điện Garbe, Lahmeyer & Co. RP 137/c  tổng công suất 750 PS (550 kW; 740 shp). Tốc độ tối đa khi lặn là 7,6 kn (14,1 km/h), và tầm hoạt động 80 nmi (150 km) ở tốc độ 4 kn (7,4 km/h). Con tàu có khả năng lặn sâu đến 230 m (750 ft).
Vũ khí trang bị có năm ống phóng ngư lôi 53,3 cm (21 in), bao gồm bốn ống trước mũi và một ống phía đuôi, và mang theo tổng cộng 14 quả ngư lôi, hoặc tối đa 22 quả thủy lôi TMA, hoặc 33 quả TMB. Tàu ngầm Type VIIC bố trí một hải pháo 8,8 cm SK C/35 cùng một pháo phòng không 2 cm (0,79 in) trên boong tàu. Thủy thủ đoàn bao gồm 4 sĩ quan và 40-56 thủy thủ.

### Chế tạo
U-479 được đặt hàng vào ngày 10 tháng 4, 1941, và được đặt lườn tại xưởng tàu của hãng Deutsche Werke AG ở Kiel vào ngày 19 tháng 11, 1942. Nó được hạ thủy vào ngày 14 tháng 8, 1943, và nhập biên chế cùng Hải quân Đức Quốc Xã vào ngày 27 tháng 10, 1943 dưới quyền chỉ huy của Hạm trưởng, Trung úy Hải quân Hans-Joachim Förster, người được tặng thưởng Huân chương Chữ thập sắt Hiệp sĩ.

## Lịch sử hoạt động

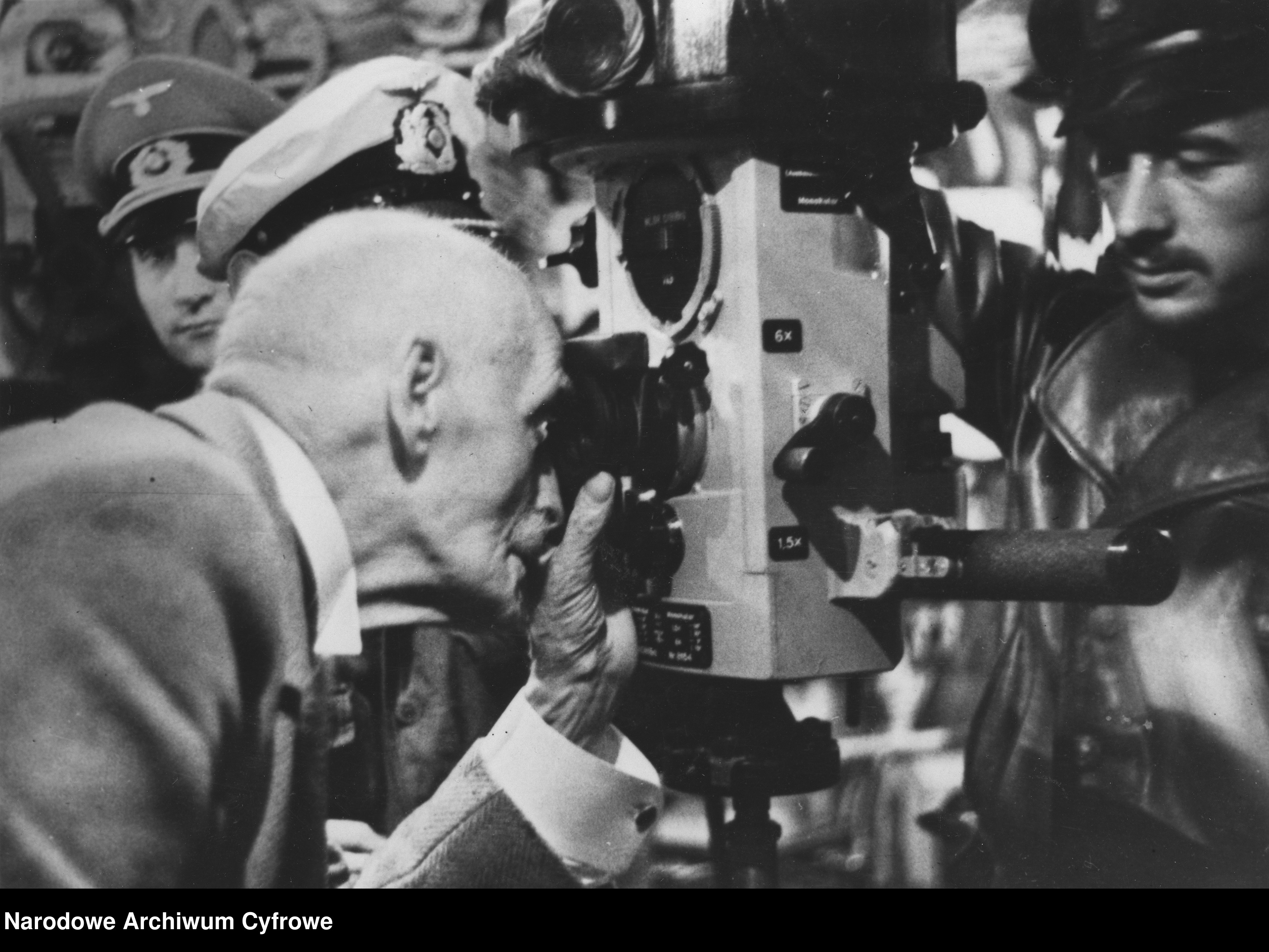
Nhà văn Na Uy thân Phát-xít Knut Hamsun, 84 tuổi, người đoạt giải Nobel Văn học năm 1920, đang nhìn qua kính tiềm vọng của U-479, trong một chuyến viếng thăm tuyên truyền đến Arendal, Na Uy vào tháng 6, 1944.

Sau khi hoàn tất việc huấn luyện trong thành phần Chi hạm đội U-boat 5, U-479 được điều sang Chi hạm đội U-boat 3 từ ngày 1 tháng 8, 1944 để hoạt động trên tuyến đầu cho đến khi bị mất.

### Chuyến tuần tra thứ nhất
Sau khi có một chuyến đi từ cảng Kiel, Đức đến cảng Arendal, Na Uy và quay trở về trong tháng 6, 1944, U-479 đi đến cảng Helsinki, Phần Lan trong tháng 7, rồi xuất phát từ đây vào ngày 13 tháng 7 cho chuyến tuần tra đầu tiên trong chiến tranh để hoạt động trong khu vực vịnh Phần Lan. Trong vịnh Vyborg vào ngày 18 tháng 7, nó phóng ngư lôi tấn công và gây hư hại cho tàu tuần tra Liên Xô MO-304 (56 tấn) tại tọa độ 60°30′B 28°20′Đ / 60,5°B 28,333°Đ. Chiếc tàu ngầm kết thúc chuyến tuần tra tại Helsinki vào ngày 1 tháng 8.

### Chuyến tuần tra thứ hai và thứ ba
Trong hai chuyến tuần tra tiếp theo, từ ngày 3 đến ngày 11 tháng 8 và từ ngày 16 đến ngày 25 tháng 8, tất cả đều cùng xuất phát và kết thúc tại Helsinki, Phần Lan, U-479 lại xâm nhập vào vịnh Phần Lan, nhưng không đánh chìm thêm được mục tiêu nào.

### Chuyến tuần tra thứ tư
Trong chuyến tuần tra thứ tư, chiếc U-boat khởi hành từ Helsinki vào ngày 30 tháng 8 để tiếp tục hoạt động trong vịnh Phần Lan. Nó kết thúc chuyến tuần tra khi đi đến cảng Danzig (nay là Gdańsk thuộc Ba Lan) vào ngày 23 tháng 9.

### Chuyến tuần tra thứ năm – Bị mất
Xuất phát từ cảng Danzig vào ngày 27 tháng 10 cho chuyến tuần tra thứ năm, cũng là chuyến cuối cùng, U-479 hoạt động trong biển Baltic tại lối ra vào vịnh Phần Lan. Đúng một tháng sau đó vào ngày 27 tháng 11, nó đắm do trúng thủy lôi của Liên Xô trong vịnh Phần Lan về phía Tây Bắc đảo Odensholm (nay là Osmussaar thuộc Estonia), tại tọa độ 59°20′B 23°10′Đ / 59,333°B 23,167°Đ. Toàn bộ 51 thành viên thủy thủ đoàn của U-479 đều đã tử trận.
Thoạt tiên chiếc U-boat chỉ được ghi nhận là mất tích từ ngày 15 tháng 11 mà không rõ nguyên nhân, và một số nguồn của Liên Xô giải thích rằng nó đắm do va chạm với tàu ngầm Liên Xô Lembit ở phía Nam Utö vào ngày 24 tháng 11. Tuy nhiên giả thuyết này không vững chắc vì địa điểm va chạm cách xa phạm vi hoạt động của U-479, và không có chứng cứ rõ ràng của sự va chạm. Số phận của U-479 chỉ được xác định sau khi xác con tàu đắm được tìm thấy năm 2009, Xác con tàu đắm được xác nhận là U-479 sau các đợt khảo sát của tàu khảo sát Estonia VLT-089 vào các năm 2014 và 2018.

### Tóm tắt chiến công
U-479 đã gây hư hại cho một tàu chiến tải trọng 56 tấn:
| Ngày             | Tên tàu  | Quốc tịch        | Tải trọng | Số phận   |
| ---------------- | -------- | ---------------- | --------- | --------- |
| 18 tháng 7, 1944 | MO-304]] | Hải quân Liên Xô | 56        | Bị hư hại |